# Рудаков Василь Єгорович
Васи́ль Єго́рович Рудако́в (псевдонім — В. Р-въ; рос. Василий Егорович Рудаков; нар. 1864 — пом. 1913) — російський письменник, перекладач, педагог.

## Біографія
Закінчивши навчання в історко-філологічному й археологічному інститутах, Рудаков викладав у середніх навчальних закладах у Санкт-Петербурзі. Від 1901 року завідував архівом департаменту герольдії.
Опублікував чимало статей в «Енциклопедичному словнику Брокгауза та Єфрона» (від 1890 року), «Журналі Міністерства народної освіти», «Історичному віснику», «Біографічному словнику Імператорського історичного товариства», «Критико-біографічному словнику» Семена Венгерова.